# Москаленко, Эдуард Владимирович
Эдуард Владимирович Москаленко (род. 2 августа 1971, Краснодарский край) — российский гандболист.

## Карьера
Эдуард Москаленко начал карьеру в клубе «Полёт» (Челябинск). Затем играл в Германии и Исландии. Большую часть карьеры провёл во Франции в «Шамбери». После окончания карьеры стал фермером.
С клубом «Шамбери» в 2002 году выиграл Кубок Франции, трижды становился чемпионом страны. В составе сборной России стал серебряным призёром чемпионата Европы 2000 года. Сын Даниил — также гандболист.